# 星舰科技
星舰科技（Starship Technologies）又稱星船科技，是一家成立於爱沙尼亚公司，主要業務為开发小型自動駕駛机器人宅配（送貨）车。该公司总部位於美國加利福尼亚州旧金山，該公司在爱沙尼亚的塔林，芬兰的赫尔辛基、英国伦敦、德国、美國华盛顿特区和加州山景城设有办事处。

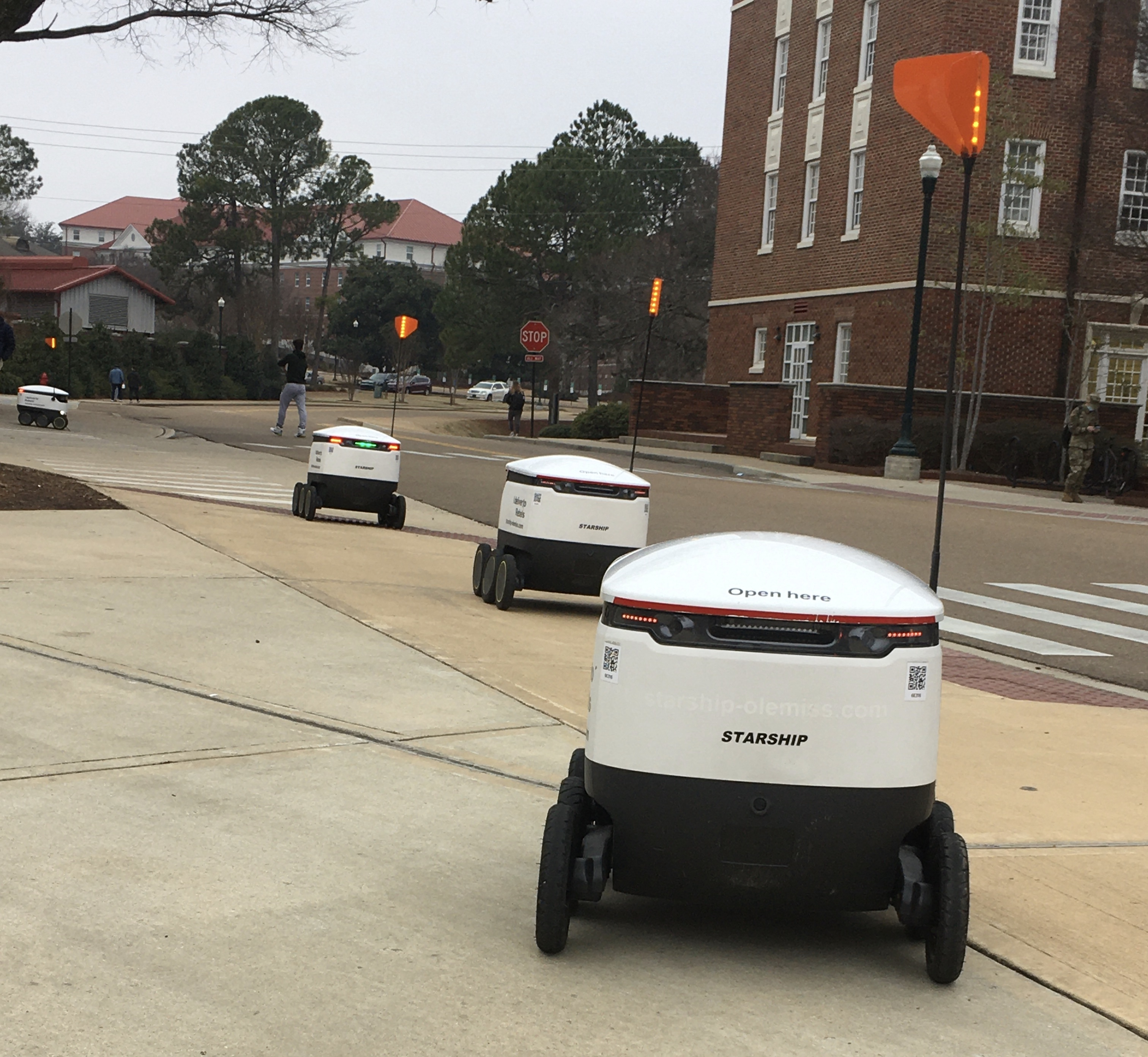
2021年，密西西比大学的星船科技的送货机器人。